# Катеринівка (Лебединский район)
Дублікат статті від Катеринівка (Лебединська громада), потрібно видалити.
Катери́нівка — село в Україні на  Слобожанщині, у Лебединській міській громаді Сумського району Сумської області.  Населення становить 477 осіб. До 2020 орган місцевого самоврядування — Катеринівська сільська рада.
Є адміністративним центром Катеринівської сільської ради, до якої, крім того, входять села Олексіївка, Великі Луки, Верхнє, Грунь та Степове.

## Географія
Село Катеринівка знаходиться за 2,5 км від правого берега річки Грунь. На відстані до 2-х км розташовані села Олексіївка, Грунь та Підопригори. По селу протікає струмок з загатою, що пересихає.

## Історія
- За даними на 1864 рік в деревні Катеринівка Лебединського повіту Харківської губернії, мешкало 546 осіб (262 чоловічої статі та 284 — жіночої), налічувалось 35 дворових господарств[1].

- Відповідно до Розпорядження Кабінету Міністрів України від 12 червня 2020 року № 723-р «Про визначення адміністративних центрів та затвердження територій територіальних громад Сумської області» увійшло до складу Лебединської міської громади.[2]

- Після ліквідації Лебединського району 19 липня 2020 року хутір увійшов до Сумського району[3].